# Ts'ai Wen-chi (cràter)
Ts'ai Wen-Chi és un cràter d'impacte en el planeta Mercuri de 124 km de diàmetre. Porta el nom de la poetessa i compositora xinesa Cai Wenji (fl. segle ii), i el seu nom va ser aprovat per la Unió Astronòmica Internacional el 1976.